# Orge (fiume)
L'Orge /ɔʁʒ/ è un fiume dell'Île-de-France, affluente alla sinistra orografica della Senna. Lungo i 54,1 chilometri del suo corso, si snoda tra i dipartimenti delle Yvelines e dell'Essonne.

## Comuni attraversati
L'Orge nasce a Saint-Martin-de-Bréthencourt nell'Yvelines, a sud della foresta di Rambouillet, e bagna in particolare Sainte-Mesme (Yvelines), prima di entrare nel dipartimento dell'Essonne, ove bagna Dourdan, Sermaise, Saint-Chéron, Breux-Jouy, Breuillet, Égly, Ollainville, Arpajon, Saint-Germain-lès-Arpajon, Leuville-sur-Orge, Brétigny-sur-Orge, Saint-Michel-sur-Orge, Longpont-sur-Orge, Sainte-Geneviève-des-Bois, Villiers-sur-Orge, Villemoisson-sur-Orge, Épinay-sur-Orge, Morsang-sur-Orge, Savigny-sur-Orge, Juvisy-sur-Orge. Infine sfocia nella Senna con due rami, uno a Viry-Châtillon, l'altro ad Athis-Mons.

## Affluenti

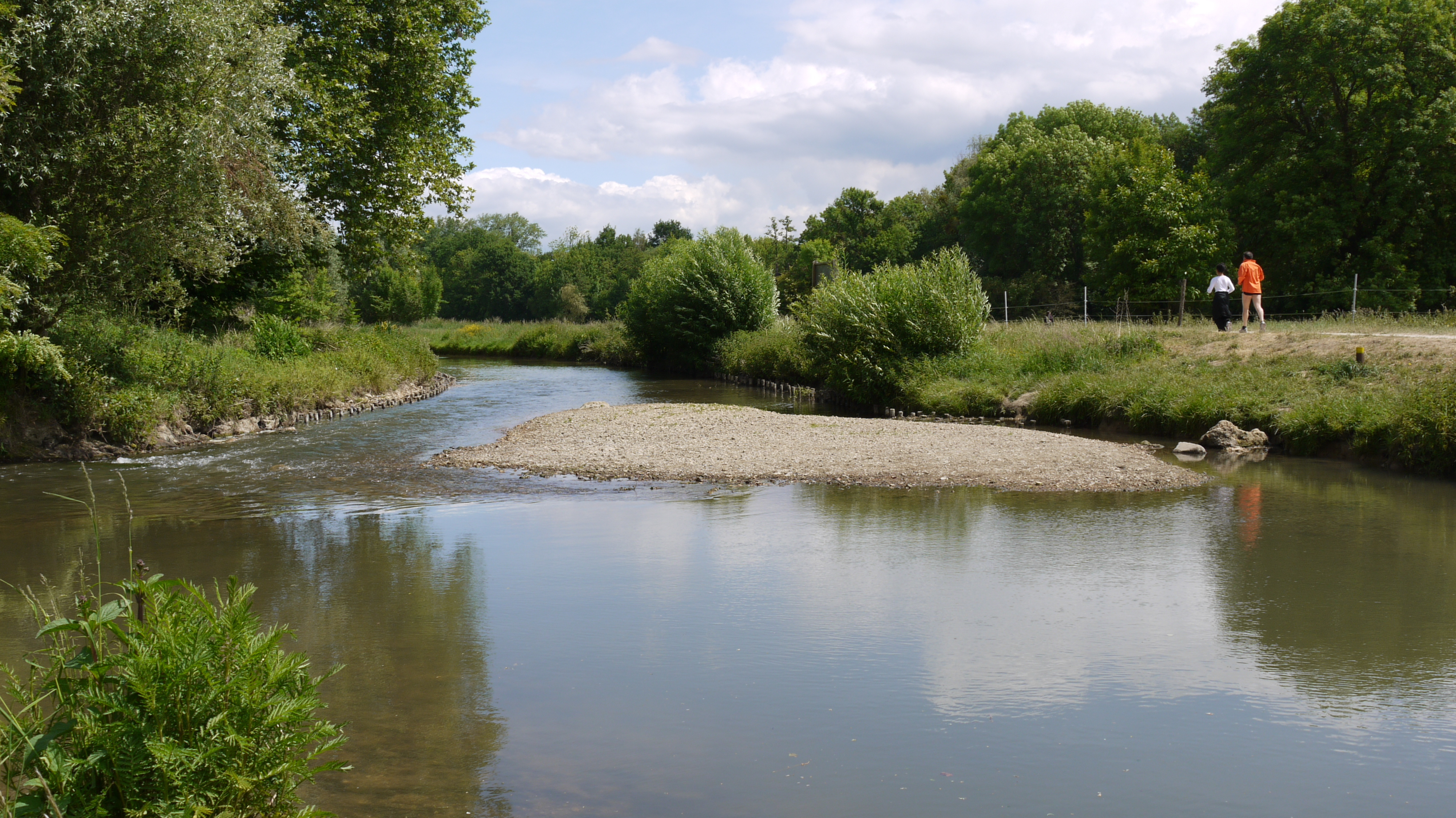
Confluenza dell'Orge e del Mort Ru a Villiers-sur-Orge.

- alla destra orografica: la Renarde, la Brétonnière e il Blutin,
- alla sinistra orografica : la Rémarde, la Sallemouille, che attraversa Marcoussis, il Mort Ru, che attraversa Nozay, e l'Yvette che imbocca la valle di Chevreuse.